# مايكل تروكو
مايكل تروكو (بالإنجليزية: Michael Trucco)‏ هو ممثل أمريكي، ولد في 22 يونيو 1970 في الولايات المتحدة.

## أعمال

### أفلام
- (2007) التالي[4]
- (2016) هوش
- (2017) ذا باي باي مان[5]
- (2018) الصياد القاتل

### مسلسلات
- الانتقام
- الساحرة المراهقة سابرينا
- باتلستار غالاكتيكا
- بيفرلي هيلز 90210
- جوي
- ميامي
- في
- كاسل
- كيف قابلت أمكما
- نظرية الانفجار العظيم

## وصلات خارجية
- مايكل تروكو على موقع IMDb (الإنجليزية)
- مايكل تروكو على موقع روتن توميتوز (الإنجليزية)
- مايكل تروكو على موقع ألو سيني (الفرنسية)
- مايكل تروكو على موقع أول موفي (الإنجليزية)
- مايكل تروكو على موقع قاعدة بيانات الأفلام السويدية (السويدية)
- مايكل تروكو على موقع إن إن دي بي (الإنجليزية)
- مايكل تروكو على موقع قاعدة بيانات الفيلم (الإنجليزية)
- مايكل تروكو على موقع كينوبويسك (الروسية)